# Belloy-en-France
Belloy-en-France ist eine französische Gemeinde mit 2.239 Einwohnern (Stand: 1. Januar 2022) im Département Val-d’Oise in der Region Île-de-France; sie gehört zum Arrondissement Sarcelles und zum Kanton Fosses. Die Einwohner werden Belloisiens genannt.

## Geographie
Belloy-en-France liegt etwa 25 Kilometer nördlich von Paris in der Landschaft Plaine de France. Umgeben wird Belloy-en-France von den Nachbargemeinden Viarmes im Norden, Luzarches im Nordosten, Épinay-Champlâtreux im Osten, Villiers-le-Sec im Süden und Südosten, Villaines-sous-Bois im Süden und Südwesten sowie Saint-Martin-du-Tertre im Westen.

## Geschichte
Der Ort wird erstmals im Jahr 775 urkundlich erwähnt.

## Bevölkerungsentwicklung
| Jahr      | 1962 | 1968 | 1975 | 1982 | 1990 | 1999 | 2006 | 2012 |
| Einwohner | 1041 | 1065 | 1710 | 1645 | 1540 | 1536 | 1784 | 2098 |

## Sehenswürdigkeiten
- Kirche Saint-Georges, im 13. Jahrhundert erbaut, Monument historique
- Historische Destillerie

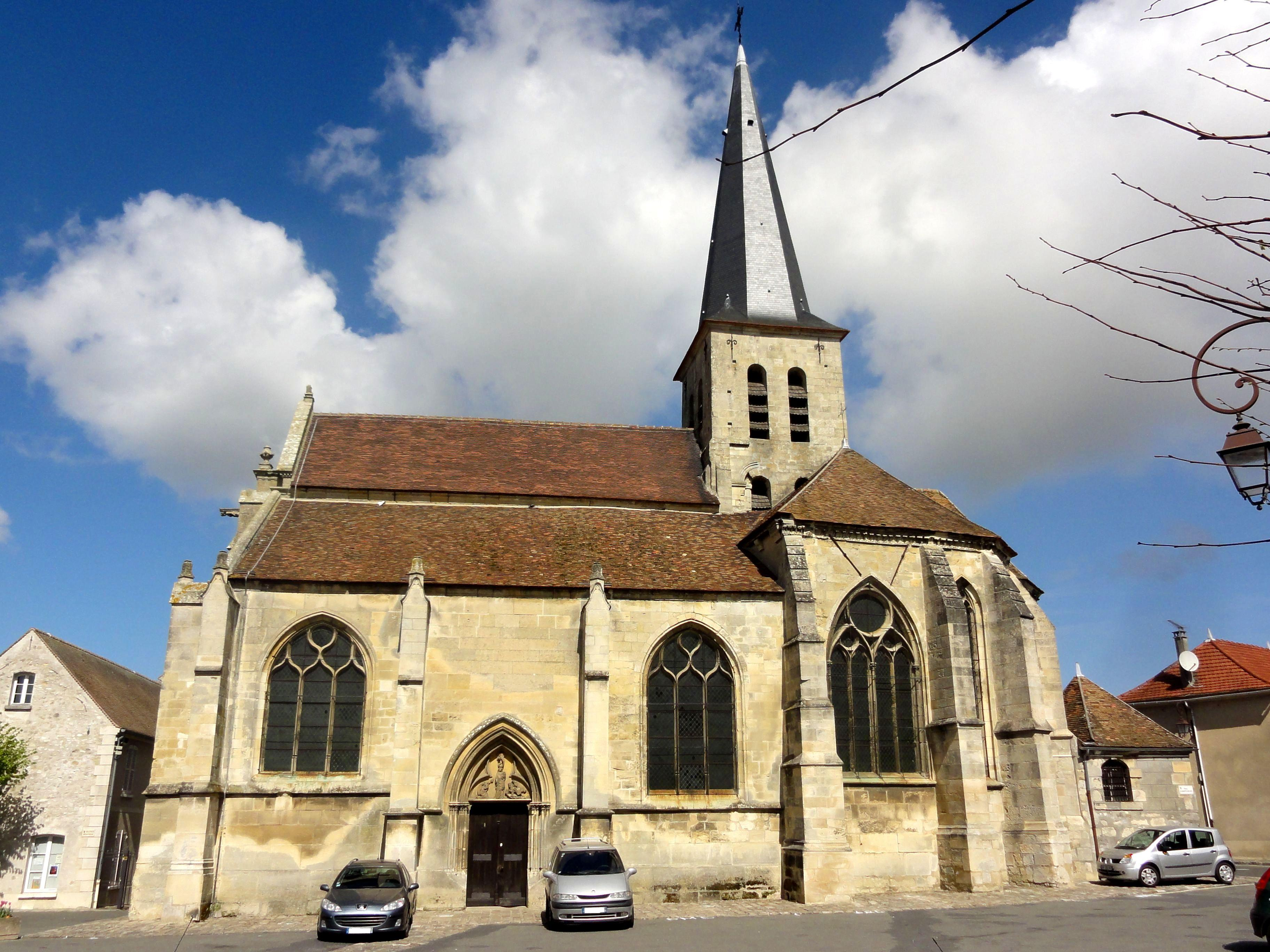
Kirche Saint-Georges (Südansicht)
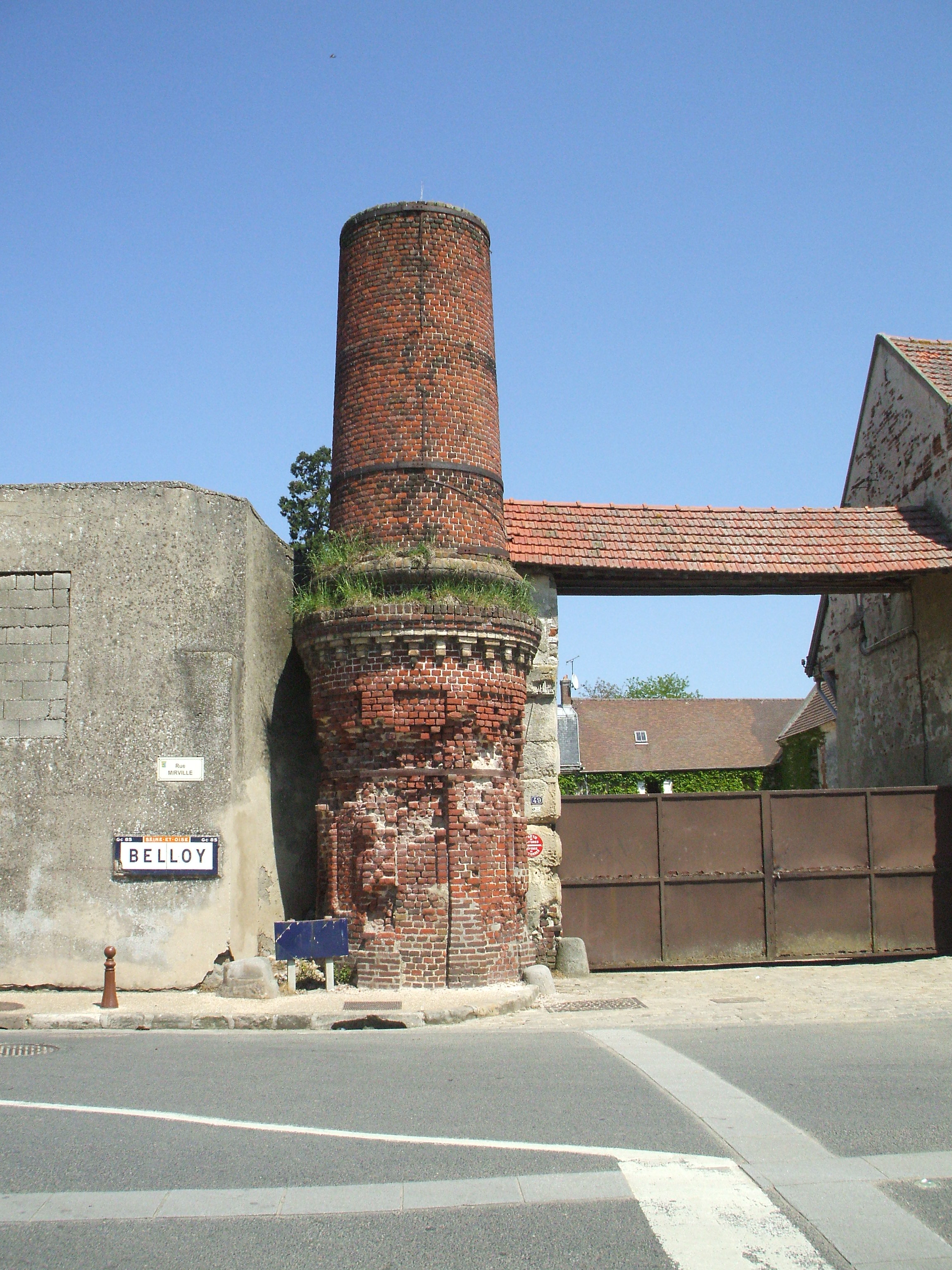
Alte Destillerie